# 道の駅そばの郷らっせぃみさと
道の駅そばの郷らっせぃみさと（みちのえき そばのさとらっせいみさと）は、岐阜県恵那市にある岐阜県道66号多治見恵那線の道の駅である。
駅名は地名の三郷（みさと）と、もてなす場合に用いられる方言から。

## 主な施設
- 駐車場
  - 普通車 : 29台
  - 大型車 : 6台
  - 身障者用 : 2台
- トイレ（いずれも24時間利用可能）
  - 男 : 大2器、小6器
  - 女 : 7器
  - 身障者用 : 1器
- 公衆電話
- 食堂
- 売店
- 情報コーナー
- そば打ち体験施設（予約制）

## 休館日
- 毎週月曜日（祝日の場合は翌日）
- 年始

## アクセス
- 岐阜県道66号多治見恵那線 - 登録路線
- 国道418号

## 周辺
- 中央自動車道 恵那IC
- 恵那峡
- 中山道大井宿
- 寿老の滝